# Улица Мустая Карима (Уфа)
Улица Мустая Карима — улица города Уфы. Находится в Ленинском районе в исторической части города.

## История
До революции называлась Бекетовской в честь богатой помещицы и заводчицы Ирины Ивановны Бекетовой, построившей на свои средства после большого пожара 1821 года целую слободу для погорельцев.
Бекетовская улица являлась продолжением Соборной улицы (сейчас Театральная улица), шла от Гостиного двора, прерываясь у Старо-Ивановского кладбища (где располагался Дом пионеров, ныне — Дворец детского творчества) и Парка народной трезвости (ныне — Парк культуры и отдыха им. Ивана Якутова) через Северную слободу в сторону Сафроновской пристани (эта часть улицы называлась Малой Бекетовской).
На Бекетовской улице были построены:
- Хакимовская мечеть (1908 г.),
- Дом Попечительства о детском приюте (не ранее 1880 г.)
- Здание клуба Уфимского общества вспоможения частному служебному труду («Вспоможёнка») (1902—1903 гг., снесён в 2003 году), в котором по сведениям старожилов в ноябре 1916 г. выступал со стихами поэт-символист Константин Бальмонт.
- Дом генерала Емельянова, улица Мустая Карима,  42

В советское время улица была переименована в Социалистическую.
Переименована 24 мая 2006 года депутатами Уфимского городского совета на внеочередной сессии, «во исполнение указа Президента РБ „Об увековечении памяти народного поэта Башкортостана Мустафы Сафича Каримова (Мустая Карима)“» от 17 января 2006 года.
Первоначально рассматривалось несколько предложений присвоения имени Карима улицам Уфы. Выбор остановился на историческом факте — на Социалистической улице долгое время жил Мустай Карим, оттуда ушёл на фронты Великой Отечественной войны.

## Документ о переименовании улицы
Решение Совета городского округа город Уфа Республики Башкортостан № 11/7 от 24.05.2006 г.
«О переименовании улицы Социалистической в улицу имени народного поэта Башкортостана Мустая Карима»
Во исполнение Указа Президента Республики Башкортостан № УП-9 от 17 января 2006 года «Об увековечении памяти народного поэта Башкортостана Мустафы Сафича Каримова (Мустая Карима)», Совет городского округа город Уфа Республики Башкортостан решил:
1. Переименовать улицу Социалистическую, расположенную в Ленинском и Советском районах города, в улицу Мустая Карима.
2. Администрации городского округа город Уфа Республики Башкортостан определить в бюджете источник финансирования работ, связанных с переименованием улицы и переадресацией зданий (строений).
3. Администрации Ленинского и Советского районов городского округа город Уфа Республики Башкортостан совместно с Управлением жилищного хозяйства принять меры по установке аншлагов.
4. Главному управлению архитектуры и градостроительства Администрации городского округа город Уфа при присвоении почтовых адресов руководствоваться данным решением.
5. Контроль за выполнением настоящего решения возложить на комиссию по городскому хозяйству, застройке, земельным и имущественным отношениям.

Председатель Совета городского округа город Уфа И. Нигматуллин